# Ronde van Romandië 2013
De Ronde van Romandië 2013 is een Zwitserse meerdaagse wielerkoers. De editie van 2013 is de 67e keer dat de ronde gereden wordt.

## Deelnemende teams
| 19 UCI World Tour-ploegen | 19 UCI World Tour-ploegen | 19 UCI World Tour-ploegen | 2 wildcards   |
| ------------------------- | ------------------------- | ------------------------- | ------------- |
| AG2R-La Mondiale          | FDJ                       | Omega Pharma-Quick Step   | Team Europcar |
| Argos-Shimano             | Team Garmin-Sharp         | Orica-GreenEdge           | IAM Cycling   |
| Astana Pro Team           | Lampre-Merida             | RadioShack-Leopard        |               |
| Blanco Pro Cycling        | Lotto-Belisol             | Saxo-Tinkoff              |               |
| BMC Racing Team           | Katjoesja Team            | Sky ProCycling            |               |
| Cannondale Pro Cycling    | Team Movistar             | Vacansoleil-DCM           |               |
| Euskaltel-Euskadi         |                           |                           |               |

## Startlijst
Sky Procycling
- 1.  Christopher Froome
- 2.  Joshua Edmondson
- 3.  Peter Kennaugh
- 4.  Vasil Kiryjenka
- 5.  David López
- 6.  Richie Porte
- 7.  Gabriel Rasch
- 8.  Christopher Sutton

Team Katjoesja
- 11.  Daniel Moreno
- 12.  Pavel Broett
- 13.  Xavier Florencio
- 14.  Vladimir Gusev
- 15.  Petr Ignatenko
- 16.  Dmitri Kozontsjoek
- 17.  Aljaksandr Koetsjynski
- 18.  Simon Špilak

Radioshack-Leopard
- 21.  Robert Kišerlovski
- 22.  Jan Bakelants
- 23.  George Bennett
- 24.  Tiago Machado
- 25.  Giacomo Nizzolo
- 26.  Nélson Oliveira
- 27.  Grégory Rast
- 28.  Thomas Rohregger

Movistar Team
- 31.  Alejandro Valverde
- 32.  Eros Capecchi
- 33.  Rui Costa
- 34.  Imanol Erviti
- 35.  Vladimir Karpets
- 36.  Pablo Lastras
- 37.  Rubén Plaza
- 38.  Sylwester Szmyd

Omega Pharma-Quick Step
- 41.  Tony Martin
- 42.  Gianluca Brambilla
- 43.  Mark Cavendish
- 44.  Bert Grabsch
- 45.  Gianni Meersman
- 46.  Kristof Vandewalle
- 47.  Peter Velits
- 48.  Julien Vermote

Garmin-Sharp
- 51.  Andrew Talansky
- 52.  Thomas Danielson
- 53.  Rohan Dennis
- 54.  Ryder Hesjedal
- 55.  Lachlan Morton
- 56.  Ramūnas Navardauskas
- 57.  Peter Stetina
- 58.  Christian Vande Velde

BMC Racing Team
- 61.  Steve Morabito
- 62.  Adam Blythe
- 63.  Brent Bookwalter
- 64.  Marcus Burghardt
- 65.  Mathias Frank
- 66.  Dominik Nerz
- 67.  Marco Pinotti
- 68.  Danilo Wyss

Cannondale
- 71.  Ivan Basso
- 72.  Alessandro De Marchi
- 73.  Paolo Longo Borghini
- 74.  Alan Marangoni
- 75.  Moreno Moser
- 76.  Fabio Sabatini
- 77.  Elia Viviani
- 78.  Cameron Wurf

Belkin Pro Cycling Team
- 81.  Robert Gesink
- 82.  Jack Bobridge
- 83.  Stef Clement
- 84.  Juan Manuel Gárate
- 85.  Marc Goos
- 86.  Wilco Kelderman
- 87.  Steven Kruijswijk
- 88.  Bram Tankink

Ag2r-La Mondiale
- 91.  Jean-Christophe Péraud
- 92.  Julien Bérard
- 93.  Carlos Betancur
- 94.  Maxime Bouet
- 95.  Hubert Dupont
- 96.  John Gadret
- 97.  Matteo Montaguti
- 98.  Rinaldo Nocentini

Astana
- 101.  Janez Brajkovič
- 102.  Aleksandr Djatsjenko
- 103.  Enrico Gasparotto
- 104.  Francesco Gavazzi
- 105.  Andrij Hryvko
- 106.  Dmitri Groezdev
- 107.  Jegor Silin
- 108.  Andrej Zejts

Lampre-Merida
- 111.  Damiano Cunego
- 112.  Matteo Bono
- 113.  Kristijan Đurasek
- 114.  Roberto Ferrari
- 115.  Adriano Malori
- 116.  Manuele Mori
- 117.  José Serpa
- 118.  Simone Stortoni

Team Saxo-Tinkoff
- 121.  Roman Kreuziger
- 122.  Manuele Boaro
- 123.  Mads Christensen
- 124.  Rafał Majka
- 125.  Benjamín Noval
- 126.  Jevgeni Petrov
- 127.  Chris Anker Sørensen
- 128.  Oliver Zaugg

Orica-GreenEDGE
- 131.  Michael Albasini
- 132.  Luke Durbridge
- 133.  Matthew Goss
- 134.  Brett Lancaster
- 135.  Michael Matthews
- 136.  Travis Meyer
- 137.  Wesley Sulzberger
- 138.  Svein Tuft

Euskaltel-Euskadi
- 141.  Igor Antón
- 142.  Mikel Astarloza
- 143.  Peio Bilbao
- 144.  Garikoitz Bravo
- 145.  Mikel Landa
- 146.  Juan José Lobato
- 147.  Adrián Sáez
- 148.  Romain Sicard

FDJ.fr
- 151.  Thibaut Pinot
- 152.  Pierrick Fédrigo
- 153.  Alexandre Geniez
- 154.  Laurent Mangel
- 155.  Francis Mourey
- 156.  Cédric Pineau
- 157.  Jérémy Roy
- 158.  Arthur Vichot

Vacansoleil-DCM Pro Cycling
- 161.  Lieuwe Westra
- 162.  Johnny Hoogerland
- 163.  Martijn Keizer
- 164.  Sergej Lagoetin
- 165.  Marco Marcato
- 166.  Wout Poels
- 167.  Rob Ruijgh
- 168.  José Rujano

Lotto-Belisol
- 171.  Jurgen Van den Broeck
- 172.  Gaëtan Bille
- 173.  Brian Bulgaç
- 174.  Francis De Greef
- 175.  Kenny Dehaes
- 176.  Jurgen Van De Walle
- 177.  Dennis Vanendert
- 178.  Frederik Willems

Team Argos-Shimano
- 181.  Tobias Ludvigsson
- 182.  Tom Dumoulin
- 183.  Johannes Fröhlinger
- 184.  Patrick Gretsch
- 185.  Yann Huguet
- 186.  Reinardt Janse van Rensburg
- 187.  Luka Mezgec
- 188.  Georg Preidler

Team Europcar
- 191.  Pierre Rolland
- 192.  Yukiya Arashiro
- 193.  Anthony Charteau
- 194.  Cyril Gautier
- 195.  Morgan Lamoisson
- 196.  Perrig Quéméneur
- 197.  Kévin Reza
- 198.  David Veilleux

IAM Cycling
- 201.  Johann Tschopp
- 202.  Matthias Brändle
- 203.  Rémi Cusin
- 204.  Jonathan Fumeaux
- 205.  Reto Hollenstein
- 206.  Gustav Erik Larsson
- 207.  Sébastien Reichenbach
- 208.  Marcel Wyss

## Etappe-overzicht
| etappe | type                | start         | finish         | afstand  | winnaar              | klassementsleider |
| ------ | ------------------- | ------------- | -------------- | -------- | -------------------- | ----------------- |
| P      | Individuele tijdrit | Le Châble     | Bruson         | 7,45 km  | Chris Froome         | Chris Froome      |
| 1      | Heuvelrit           | Saint-Maurice | Renens         | 176,8 km | Gianni Meersman      | Chris Froome      |
| 2      | Heuvelrit           | Prilly        | Granges        | 190,3 km | Ramūnas Navardauskas | Chris Froome      |
| 3      | Heuvelrit           | Payerne       | Payerne        | 181 km   | Gianni Meersman      | Chris Froome      |
| 4      | Bergrit             | Marly         | Les Diablerets | 188,5 km | Simon Špilak         | Chris Froome      |
| 5      | Individuele tijdrit | Genève        | Genève         | 18,6 km  | Tony Martin          | Chris Froome      |

## Etappe-uitslagen

### Proloog
| Proloog Le Châble - Bruson (7,45 km) |                    |                    |        |
| Plaats                               | Naam               | Ploeg              | Tijd   |
| Gele trui                            | Chris Froome       | Sky ProCycling     | 13'15" |
| 2                                    | Andrew Talansky    | Team Garmin-Sharp  | + 6"   |
| 3                                    | Robert Kišerlovski | RadioShack-Leopard | + 13"  |
| 4                                    | Richie Porte       | Sky ProCycling     | + 15"  |
| 5                                    | Rui Costa          | Team Movistar      | + 16"  |
| 6                                    | Thibaut Pinot      | FDJ                | + 17"  |
| 7                                    | Stef Clement       | Blanco Pro Cycling | z.t.   |
| 8                                    | Alejandro Valverde | Team Movistar      | z.t.   |
| 9                                    | Tom Danielson      | Team Garmin-Sharp  | z.t.   |
| 10                                   | Wilco Kelderman    | Blanco Pro Cycling | + 18"  |

### 1e etappe
| Rituitslag Saint-Maurice - Renens (176,8 km) |                   |                        |          |
| Plaats                                       | Naam              | Ploeg                  | Tijd     |
| Winnaar                                      | Gianni Meersman   | Omega Pharma-Quickstep | 4u29'09" |
| 2                                            | Giacomo Nizzolo   | RadioShack-Leopard     | z.t.     |
| 3                                            | Roberto Ferrari   | Lampre-Merida          | z.t.     |
| 4                                            | Luka Mezgec       | Argos-Shimano          | z.t.     |
| 5                                            | Kévin Reza        | Europcar               | z.t.     |
| 6                                            | Francesco Gavazzi | Astana Pro Team        | z.t.     |
| 7                                            | Matthew Goss      | Orica-GreenEdge        | z.t.     |
| 8                                            | Rui Costa         | Team Movistar          | z.t.     |
| 9                                            | Gaëtan Bille      | Lotto-Belisol          | z.t.     |
| 10                                           | Marco Marcato     | Vacansoleil-DCM        | z.t.     |

### 2e etappe
| Prilly – Granges (190,3 km) |                      |                        |          |
| Plaats                      | Naam                 | Ploeg                  | Tijd     |
| Winnaar                     | Ramūnas Navardauskas | Team Garmin-Sharp      | 4u51'49" |
| 2                           | Enrico Gasparotto    | Astana Pro Team        | z.t.     |
| 3                           | Gianni Meersman      | Omega Pharma-Quickstep | z.t.     |
| 4                           | Luka Mezgec          | Argos-Shimano          | z.t.     |
| 5                           | Dominik Nerz         | BMC Racing Team        | z.t.     |
| 6                           | Francesco Gavazzi    | Astana Pro Team        | z.t.     |
| 7                           | Jan Bakelants        | RadioShack-Leopard     | z.t.     |
| 8                           | Stef Clement         | Blanco Pro Cycling     | z.t.     |
| 9                           | Michael Albasini     | Orica-GreenEdge        | z.t.     |
| 10                          | Manuele Mori         | Lampre-Merida          | z.t.     |

### 3e etappe
| Payerne - Payerne (181 km) |                             |                        |          |
| Plaats                     | Naam                        | Ploeg                  | Tijd     |
| Winnaar                    | Gianni Meersman             | Omega Pharma-Quickstep | 4u19'03" |
| 2                          | Francesco Gavazzi           | Astana Pro Team        | z.t.     |
| 3                          | Michael Albasini            | Orica-GreenEdge        | z.t.     |
| 4                          | Luka Mezgec                 | Argos-Shimano          | z.t.     |
| 5                          | Juan José Lobato            | Euskaltel-Euskadi      | z.t.     |
| 6                          | Danilo Wyss                 | BMC Racing Team        | z.t.     |
| 7                          | Rinaldo Nocentini           | AG2R-La Mondiale       | z.t.     |
| 8                          | Roberto Ferrari             | Lampre-Merida          | z.t.     |
| 9                          | Reinardt Janse van Rensburg | Argos-Shimano          | z.t.     |
| 10                         | Xavier Florencio            | Team Katjoesja         | z.t.     |

### 4e etappe
| Marly - Les Diablerets (188,5 km) |                         |                    |          |
| Plaats                            | Naam                    | Ploeg              | Tijd     |
| Winnaar                           | Simon Špilak            | Team Katjoesja     | 5u10'00" |
| 2                                 | Chris Froome            | Sky ProCycling     | z.t.     |
| 3                                 | Rui Costa               | Team Movistar      | + 1'03"  |
| 4                                 | Alejandro Valverde      | Team Movistar      | z.t.     |
| 5                                 | Wilco Kelderman         | Blanco Pro Cycling | z.t.     |
| 6                                 | Carlos Alberto Betancur | AG2R-La Mondiale   | z.t.     |
| 7                                 | Marcel Wyss             | IAM Cycling        | z.t.     |
| 8                                 | Jean-Christophe Péraud  | AG2R-La Mondiale   | z.t.     |
| 9                                 | Robert Kišerlovski      | RadioShack-Leopard | z.t.     |
| 10                                | Igor Antón              | Euskaltel-Euskadi  | z.t.     |

### 5e etappe
| Genève (individuele tijdrit over 18,6 km) |                   |                        |         |
| Plaats                                    | Naam              | Ploeg                  | Tijd    |
| Winnaar                                   | Tony Martin       | Omega Pharma-Quickstep | 21'07"  |
| 2                                         | Adriano Malori    | Lampre-Merida          | + 16"   |
| 3                                         | Chris Froome      | Sky ProCycling         | + 34"   |
| 4                                         | Lieuwe Westra     | Vacansoleil-DCM        | + 36"   |
| 5                                         | Simon Špilak      | Team Katjoesja         | + 41"   |
| 6                                         | Stef Clement      | Blanco Pro Cycling     | + 50"   |
| 7                                         | Richie Porte      | Sky ProCycling         | + 52"   |
| 8                                         | Mads Christensen  | Team Saxo-Tinkoff      | + 56"   |
| 9                                         | Rohan Dennis      | Team Garmin-Sharp      | + 1'01" |
| 10                                        | Tobias Ludvigsson | Argos-Shimano          | z.t.    |

## Eindklassementen
| Plaats    | Naam                    | Ploeg                  | Tijd      |
| --------- | ----------------------- | ---------------------- | --------- |
| Gele trui | Chris Froome            | Sky ProCycling         | 19"24'51" |
| 2         | Simon Špilak            | Team Katjoesja         | + 54"     |
| 3         | Rui Costa               | Team Movistar          | + 1'49"   |
| 4         | Tom Danielson           | Team Garmin-Sharp      | + 1'54"   |
| 5         | Wilco Kelderman         | Blanco Pro Cycling     | + 2'03"   |
| 6         | Jean-Christophe Péraud  | AG2R-La Mondiale       | + 2'14"   |
| 7         | Jurgen Van den Broeck   | Lotto-Belisol          | + 2'16"   |
| 8         | Richie Porte            | Sky ProCycling         | + 2'31"   |
| 9         | Alejandro Valverde      | Team Movistar          | + 2'32"   |
| 10        | Marcel Wyss             | IAM Cycling            | + 2'41"   |
| 11        | Tony Martin             | Omega Pharma-Quickstep | z.t.      |
| 12        | Thibaut Pinot           | FDJ                    | + 2'43"   |
| 13        | Carlos Alberto Betancur | AG2R-La Mondiale       | + 2'51"   |
| 14        | Robert Kišerlovski      | RadioShack-Leopard     | + 2'54"   |
| 15        | Lieuwe Westra           | Vacansoleil-DCM        | + 3'05"   |
| 16        | Andrew Talansky         | Team Garmin-Sharp      | + 3'07"   |
| 17        | Tiago Machado           | RadioShack-Leopard     | + 3'33"   |
| 18        | Igor Antón              | Euskaltel-Euskadi      | + 3'35"   |
| 19        | Pierre Rolland          | Europcar               | + 4'07"   |
| 20        | José Serpa              | Lampre-Merida          | + 4'09    |

| Plaats     | Naam                    | Ploeg              | Punten    |
| ---------- | ----------------------- | ------------------ | --------- |
| Witte trui | Wilco Kelderman         | Blanco Pro Cycling | 19u26'54" |
| 2          | Thibaut Pinot           | FDJ                | + 40"     |
| 3          | Carlos Alberto Betancur | AG2R-La Mondiale   | + 48"     |

| Plaats    | Naam             | Ploeg             | Punten |
| --------- | ---------------- | ----------------- | ------ |
| Roze trui | Marcus Burghardt | BMC Racing Team   | 46     |
| 2         | Garikoitz Bravo  | Euskaltel-Euskadi | 29     |
| 3         | Arthur Vichot    | FDJ               | 26     |

| Plaats      | Naam             | Ploeg           | Punten |
| ----------- | ---------------- | --------------- | ------ |
| Groene trui | Matthias Brändle | IAM Cycling     | 19     |
| 2           | Arthur Vichot    | FDJ             | 9      |
| 3           | Marcus Burghardt | BMC Racing Team | 9      |

| Plaats | Ploeg              | Tijd      |
| ------ | ------------------ | --------- |
|        | Sky ProCycling     | 58u20'44" |
| 2      | RadioShack-Leopard | +4'23"    |
| 3      | Team Movistar      | +5'19"    |
| 4      | IAM Cycling        | +5'22"    |
| 5      | AG2R-La Mondiale   | +6'30"    |

## Klassementen
| Etappe       | Winnaar              | Algemeen klassement · | Bergklassement · | Sprintersklassement · | Jongerenklassement · | Ploegenklassement · |
| ------------ | -------------------- | --------------------- | ---------------- | --------------------- | -------------------- | ------------------- |
| P            | Chris Froome         | Chris Froome          | Chris Froome     | Niet uitgereikt       | Thibaut Pinot        | Sky ProCycling      |
| 1            | Gianni Meersman      | Chris Froome          | Garikoitz Bravo  | Julien Bérard         | Thibaut Pinot        | Sky ProCycling      |
| 2            | Ramūnas Navardauskas | Chris Froome          | Garikoitz Bravo  | Matthias Brändle      | Thibaut Pinot        | Sky ProCycling      |
| 3            | Gianni Meersman      | Chris Froome          | Marcus Burghardt | Matthias Brändle      | Thibaut Pinot        | Sky ProCycling      |
| 4            | Simon Špilak         | Chris Froome          | Marcus Burghardt | Matthias Brändle      | Thibaut Pinot        | Sky ProCycling      |
| 5            | Tony Martin          | Chris Froome          | Marcus Burghardt | Matthias Brändle      | Wilco Kelderman      | Sky ProCycling      |
| 0Eindstanden | 0Eindstanden         | Chris Froome          | Marcus Burghardt | Matthias Brändle      | Wilco Kelderman      | Sky ProCycling      |

Mannen: 1947 · 1948 · 1949 · 1950 · 1951 · 1952 · 1953 · 1954 · 1955 · 1956 · 1957 · 1958 · 1959 · 1960 · 1961 · 1962 · 1963 · 1964 · 1965 · 1966 · 1967 · 1968 · 1969 · 1970 · 1971 · 1972 · 1973 · 1974 · 1975 · 1976 · 1977 · 1978 · 1979 · 1980 · 1981 · 1982 · 1983 · 1984 · 1985 · 1986 · 1987 · 1988 · 1989 · 1990 · 1991 · 1992 · 1993 · 1994 · 1995 · 1996 · 1997 · 1998 · 1999 · 2000 · 2001 · 2002 · 2003 · 2004 · 2005 · 2006 · 2007 · 2008 · 2009 · 2010 · 2011 · 2012 · 2013 · 2014 · 2015 · 2016 · 2017 · 2018 · 2019 · 2020 · 2021 · 2022 · 2023 · 2024 · 2025
Vrouwen: 2022 · 2023 · 2024 · 2025
 Tour Down Under · 
 Parijs-Nice · 
 Tirreno-Adriatico · 
 Milaan-San Remo · 
 Ronde van Catalonië · 
 E3 Harelbeke · 
 Gent-Wevelgem · 
 Ronde van Vlaanderen · 
 Ronde van het Baskenland · 
 Parijs-Roubaix · 
 Amstel Gold Race · 
 Waalse Pijl · 
 Luik-Bastenaken-Luik · 
 Ronde van Romandië · 
 Ronde van Italië · 
 Critérium du Dauphiné · 
 Ronde van Zwitserland · 
 Ronde van Frankrijk · 
 Clásica San Sebastián · 
 Ronde van Polen · 
  Eneco Tour · 
 Ronde van Spanje · 
 Vattenfall Cyclassics · 
 GP Ouest France-Plouay · 
 Grote Prijs van Quebec · 
 Grote Prijs van Montreal · 
 UCI Ploegentijdrit · 
 Ronde van Lombardije · 
 Ronde van Peking